# Isobel Gowdie
Isobel Gowdie fue una mujer escocesa que fue juzgada por brujería en 1662. Su confesión detallada, aparentemente obtenida sin el uso de tortura, brinda una de las descripciones más detalladas del folclore de la brujería europea en las postrimerías de la época de la caza de brujas. 

## Trayectoria
Era una joven ama de casa que vivía en Auldearn, en las Tierras Altas de Escocia, su confesión pintaba una vívida imagen de las actividades de su Coven. Se decía que poseían la habilidad de transformarse en animales; para convertirse en una liebre, ella diría:
He de convertirme en una liebre,
con duelo y suspiro y gran cautela;
y he de ir en el nombre del Diablo,
sí, hasta que vuelva a casa de nuevo.
I shall go into a hare,
With sorrow and sych and meickle care;
And I shall go in the Devil's name,
Ay while I come home again.
Para cambiar de vuelta, diría:
Liebre, liebre, Dios te envíe cautela.
estoy con el aspecto de una liebre ahora,
mas estaré con el aspecto de una mujer ahora mismo.
Hare, hare, God send thee care.
I am in a hare's likeness now,
But I shall be in a woman's likeness even now.
Supuestamente fue huésped de la Reina de las hadas, también conocida como la reina de Alfheim, en su morada "bajo las colinas". 
Se ha especulado acerca de si la confesión de Gowdie es resultado de una psicosis, si había caído bajo sospecha de brujería y buscaba misericordia al confesar, o si algún otro propósito la motivó a confesar estas prácticas; tampoco es claro si había algo de verdad en su notable confesión, o bien si fue impulsada a admitirlo por remordimiento. Su confesión parece en general consistente con el folclore y los registros de los juicios de brujería de su época y región, pero es más detallada que la mayoría. No hay ningún registro de que haya sido ejecutada.
En 1955, el soldado británico retirado Robin Green creyó haber visto el fantasma de Isobel Gowdie mientras acampaba solo en Auldearn.
Isobel Gowdie y su magia ha sido retomada en varias obras culturales posteriores. Gowdie ha aparecido como personaje en varias novelas, tales como las novelas biográficas The Devil's Mistress del novelista y ocultista J. W. Brodie-Innes, Isobel de Jane Parkhurst, la novela de fantasía Night Plague de Graham Masterton, y Noches Paganas: Cuentos Narrados junto al Fuego del Sabbath de Luis G. Abbadie; Isobel Gowdie también es tema de canciones de Creeping Myrtle y Alex Harvey. La canción de Maddie Pryor The Fabled Hare se basa en el conjuro arriba citado. The Confession of Isobel Gowdie es una obra para orquesta sinfónica del compositor escocés James MacMillan. Además, algunas obras literarias de la propia Isobel Gowdie han sido incluidas en Early Modern Women Poets: 1520-1700: An Anthology, de la Oxford University Press, así como en World Poetry: An Anthology of Verse from Antiquity to Our Time.
El primer uso registrado de la palabra Coven para referirse a una congregación de brujas (actualmente adoptado también por las congregaciones wiccanas) aparece en la confesión de Gowdie. 